# Slavistična knjižnica
Slavistična knjižnica je zbirka znanstvenih monografij Slavističnega društva Slovenije.
Zbirka je začela izhajati v petdesetih letih 20. stoletja. Sledil je večdesetletni premor, spet pa je bila oživljena v letu 2000, zahvaljujoč prizadevanju tedanjega urednika dr. Zoltana Jana. Knjižnica vključuje dela s področja literarne zgodovine, literarne teorije, jezikoslovja, prevajalstva in didaktike slovenskega jezika. Dela objavljena po letu 2000 so dostopna v elektronski obliki.
V Slavistični knjižnici je doslej izšlo:
- Slovenska slovnica za tretji in četrti razred srednjih in sorodnih šol. Sestavili: Anton Breznik, Anton Bajec, Rudolf Kolarič, Mirko Rupel, Anton Sovre, Jakob Šolar. Ljubljana: Slavistično društvo v Ljubljani, 1940. [Izven zbirke.] (COBISS)
- Silva Trdina. Besedna umetnost, 2: Literarna teorija. Ljubljana: MK, 1958, 1961, 1965 (Slavistična knjižnica: učbeniki, 1) (COBISS)
- Janko Jurančič. Južnoslovanski jeziki. Ljubljana: DZS, 1957 (Slavistična knjižnica) (COBISS)
- Vera Brnčič. N. A. Dobroljubov. Ljubljana: DZS, 1956 (Slavistična knjižnica) (COBISS)
- France Dobrovoljc, Zvone Verstovšek. Dve imenski kazali [Imensko kazalo k Cankarjevim Zbranim spisom od I. do XXI. zvezka. Imensko kazalo k Prijateljevi monografiji Janko Kersnik, njegovo delo in doba]. Ljubljana: DZS, 1955 (Slavistična  knjižnica. Bibliografska dela, 1) (COBISS)
- Marja Boršnik. Kratek bibliografski pregled slovenskega slovstva. Ljubljana: Državna založba Slovenije, 1955 (Slavistična  knjižnica. Bibliografska dela, 2) (COBISS)
- Alenka Gložančev. Imena podjetij kot jezikovnokulturno vprašanje. Ljubljana: Rokus, 2000 (Slavistična  knjižnica, 3) (COBISS)
- Zoltan Jan. Poznavanje slovenske književnosti v Italiji po letu 1945. Ljubljana: Rokus, Slavistično društvo Slovenije, 2001 (Slavistična knjižnica, 4) (COBISS)
- Zoltan Jan. Cankar, Kosovel, Zlobec in Ljubka Šorli pri Italijanih / Bibliografski dodatek: [Slovenska književnost pri Italijanih po drugi svetovni vojni]. Ljubljana: Rokus, Slavistično društvo Slovenije, 2001 (Slavistična  knjižnica, 5) (COBISS)
- Marija Mercina. Proza Cirila Kosmača: Uvod v lingvostilistično analizo. Ljubljana: Rokus, Slavistično društvo Slovenije, 2003 (Slavistična  knjižnica, 6) (COBISS)
- Drago Unuk. Zlog v slovenskem jeziku. Ljubljana: Rokus, Slavistično društvo Slovenije, 2003 (Slavistična  knjižnica, 7) (COBISS)
- Peter Jurgec. Samoglasniški nizi v slovenščini: Fonološko-fonetična analiza. Ljubljana: Rokus, 2005 (Slavistična  knjižnica, 8) (COBISS)
- Kozma Ahačič. Izvirne slovenske pesmi Jovana Vesela Koseskega: Vsebinski opis, okoliščine nastanka, pregled ocen, jezik, tekstnokritični aparat ter diplomatični in kritični prepis pesmi 1818–1852. Ljubljana: Slavistično društvo Slovenije, 2006 (Slavistična  knjižnica, 9) (COBISS)
- Martina Ožbot. Prevajalske strategije in vprašanje koherence ob slovenskih prevodih Machiavellijevega Vladarja. Ljubljana: SDS, 2007 (Slavistična  knjižnica, 10) (COBISS)
- Katarina Podbevšek.Govorna interpretacija literarnih besedil v pedagoški in umetniški praksi. Ljubljana: Slavistično društvo Slovenije, 2006 (Slavistična knjižnica 11) (COBISS)
- Barbara Pregelj. Zgledno omledno: Trivialno v slovenski postmoderni književnosti. Ljubljana: Slavistično društvo Slovenije, 2007 (Slavistična knjižnica, 12) (COBISS)
- Alenka Jensterle – Doležal. V krogu mitov: O ženski in smrti v slovenski književnosti. Ljubljana: Slavistično društvo Slovenije, 2007 (Slavistična knjižnica, 13) (COBISS)
- Petra Kodre: Vzgoja za krepitev zavesti o narodni pripadnosti pri pouku književnosti v 20. stoletju. Ljubljana: Slavistično društvo Slovenije, 2008 (Slavistična knjižnica, 14) (COBISS)
- Mateja Pezdirc Bartol: Najdeni pomeni: Empirične raziskave recepcije literarnega dela. Ljubljana: Slavistično društvo Slovenije, 2010 (Slavistična knjižnica, 15) (COBISS)
- Urška Perenič: Empirično-sistemsko raziskovanje literature: Konceptualne podlage, teoretski modeli in uporabni primeri. Ljubljana: Slavistično društvo Slovenije, 2010 (Slavistična knjižnica, 16) (COBISS)
- Mojca Stritar Kučuk. Korpusi usvajanja tujega jezika, 2012 (Slavistična knjižnica, 17)
- Alenka Žbogar. Iz didaktike slovenščine, 2013 (Slavistična knjižnica, 18)
- Irena Novak Popov. Novi sprehodi po slovenski poeziji, 2014 (Slavistična knjižnica, 19)